# 高德藩
高德藩（日语：／ Takatoku-han */?）是位於日本下野國鹽谷郡高德（現栃木縣日光市高德）的藩，為宇都宮藩的支藩，慶應2年3月20日（1866年5月4日）創藩，明治3年3月19日（1870年4月19日）轉封至下總國千葉郡曾我野（現千葉縣千葉市中央區蘇我三丁目），改稱曾我野藩（日语：／ Sogano-han */?），明治4年7月14日（1871年8月29日）廢藩置縣。
石高方面，高德藩時期是10,000石，根據《藩制一覽》記載，其中約4,785石在下野國，約5,265石位於河內國，根據《舊高舊領取調帳》記載，下野國的石高是河內郡約2,382石、鹽谷郡約1,871石和都賀郡約531石，曾我野藩則是11,139石，藩廳先後是高德陣屋和曾我野陣屋，曾我野藩時期人口是1,794戶10,612人。

## 歷史
原為下野宇都宮藩家老的戶田忠至由於作為山陵奉行，完成修復山陵，並且憑此功績成功解救受天狗黨之亂牽連而一度被下令轉封至陸奧棚倉藩的宗家。慶應2年3月20日（1866年5月4日），忠至獲宇都宮藩表揚其功績，獲分知10,000石，其中3,000石為新田，陣屋設於鹽谷郡高德。
戊辰戰爭爆發後，忠至在慶應3年3月30日（1867年5月4日）歸順於朝廷。由於藩領鹽原從古時便與會津多有交流，加上藤原宿鄰近日光，會津藩的部隊率先在慶應4年（1868年）2月進駐鹽原，同年3月9日（4月1日）在梁田之戰失利的幕府軍也敗走至鹽原，此外部分幕府軍也在3月12日（4月4日）抵達藤原宿。宇都宮城之戰後，會津藩和大鳥圭介的部隊進駐藤原，在土佐藩的迎擊下，最終幕府一方在5月8日（6月27日）撤出藤原。另一方面，進駐鹽原的幕府軍則被薩摩藩、長州藩、美濃大垣藩和武藏忍藩的聯軍擊退。不過，當新政府軍撤離鹽原後，大鳥的部隊又重新進駐鹽原，美濃郡上藩凌霜隊、會津藩、下總關宿藩和結城藩的脫藩者也相繼進駐鹽原。最終，幕府一方直到會津城籠城戰爆發前夕才完全撤出高德藩領內，凌霜隊在撤走時更實施打毀。戰後，高德藩獲頒戰功獎狀。
明治2年（1869年），忠至長子戶田忠綱繼位，同年版籍奉還後就任為高德藩的藩知事。明治3年3月19日（1870年4月19日），他轉封至下總國千葉郡曾我野，拜領千葉郡和印旛郡總共11,139石，明治4年7月14日（1871年8月29日）廢藩置縣。

## 歷任藩主
| 戶田家 | 譜代 無城 |          |          |                                                           |
| 戶田家 | 譜代 無城 | 高德藩   |          |                                                           |
| 戶田家 | 譜代 無城 | 戶田忠至 | 10,000石 | 下野國河內郡、鹽谷郡和都賀郡 河內國若江郡、丹北郡和澀川郡 |
| 戶田家 | 譜代 無城 | 戶田忠綱 | 10,000石 | 下野國河內郡、鹽谷郡和都賀郡 河內國若江郡、丹北郡和澀川郡 |
| 戶田家 | 譜代 無城 | 曾我野藩 |          |                                                           |
| 戶田家 | 譜代 無城 | 戶田忠綱 | 11,139石 | 下總國千葉郡和印旛郡                                      |

## 領地
| 令制國 | 郡     | 領地                                                                       |
| ------ | ------ | -------------------------------------------------------------------------- |
| 下野國 | 都賀郡 | 白島村                                                                     |
| 下野國 | 河內郡 | 羽牛田村、下反町村、東谷村、下橫田村、御田長島村                           |
| 下野國 | 鹽谷郡 | 上鹽原村、下鹽原村、中鹽原村、湯本鹽原村、大原村、高德村、藤原村、高原新田 |

## 外部連結
- . kotobank （日语）.